# Изолированная точка множества
Изоли́рованная то́чка в общей топологии — это такая точка множества, что пересечение некоторой её окрестности с множеством состоит только из этой точки.

## Определение
Пусть дано топологическое пространство {\displaystyle (X,{\mathcal {T}})}, и подмножество {\displaystyle A\subset X}. Точка {\displaystyle x\in A} называется изолированной точкой множества {\displaystyle A}, если существует окрестность {\displaystyle U\in {\mathcal {T}}} такая, что {\displaystyle U\cap A=\{x\}.}

## Связанные определения
- Пространство, каждая точка которого является изолированной, является дискретным

## Свойства
- Произвольная функция {\displaystyle f:A\subset X\to Y}, где {\displaystyle Y} — множество с собственной топологией, всегда непрерывна в изолированной точке {\displaystyle x}.

## Примеры
Пусть {\displaystyle A=\mathbb {R} } — множество вещественных чисел с стандартной топологией. 
- Если {\displaystyle A=\{0\}\cup [1,2]}, то точка {\displaystyle x=0} является изолированной, а все остальные нет.
- Если {\displaystyle A=\{0\}\cup \left\{{\frac {1}{n}}\right\}_{n=1}^{\infty }\equiv \left\{0,1,{\frac {1}{2}},{\frac {1}{3}},\ldots \right\},} то {\displaystyle x=0} не является изолированной точкой, а все остальные ими являются.
- Множество натуральных чисел {\displaystyle \mathbb {N} } дискретно.
- Множество рациональных чисел не имеет изолированных точек. В частности, оно не является дискретным, хотя и является счётным.
- Существуют неприводимые многочлены от двух переменных f(x,y), графики которых (т.е. множество точек плоскости, в которых f(x,y)=0) содержат одну или несколько изолированных точек. Например, график функции y^2 = x^2*(x-1) состоит из кривой, лежащей в полуплоскости x>1, и изолированной точки (0;0).